# احمد مستعلی
احمد مُستَعلی (نام کامل: أبو القاسم أحمد بن معد المستنصر بالله بن الظاهر بن علی بن منصور المستعلیٰ بالله) نهمین خلیفه فاطمی در مصر و مراکش بود؛ وی به جانشینی معاذ مستنصر رسید. اسماعیلیان، مستعلی را به عنوان نوزدهمین امام خود پذیرفته‌اند؛ در حالی که نزاریان، برادرش نزار را به امامت پذیرفتند. در زمان حکومت او، صلیبیان توانستند بر اورشلیم سلطه یابند. مستعلی در قاهره در سال ۱۱۰۱ میلادی درگذشت. مدت فرمانروایی او هفت سال و دو ماه بود.

## بقدرت رسیدن
خلیفه-امام فاطمی المستنصر بالله از اوایل سلطنت خود علناً پسر بزرگش نزار را به عنوان وارث خود به عنوان خلیفه-امام فاطمی بعدی معرفی کرده بود. داعی حسن صباح، که در مصر اسماعیلی شده بود، شخصاً توسط المستنصر از این حقیقت آگاه شد. پس از مرگ المستنصر در سال ۱۰۹۴ م، افضل شاهانشاه، می‌خواست مانند پدرش دیکتاتوری را بر دولت فاطمی اعمال کند. افضل کودتایی طراحی کرد و برادر همسرش، المستعلی را بر تخت فاطمی نشاند. افضل مدعی شد که المستنصر به نفع مستعلی حکم صادر کرده است و بدین ترتیب رهبران اسماعیلی دربار فاطمیون و الدعات فاطمی در قاهره، پایتخت فاطمیان مستعلی را تأیید کردند.

## کتابشناسی/ یادکردها
- ویلیام بوردهی (۱۳۶۴)، تحقیقی در آیین اسماعیلیه، ترجمهٔ زهرا سعیدی، مشهد: تابناک
- محمد بن زین العابدین (۱۳۶۲)، تاریخ جماعت اسمعیلیه:هدایت المومنین الطالبین، ترجمهٔ هما خاقان زاده، به کوشش الکساندر سیمونوف.، تهران: اساطیر

1. ↑  Daftary, Farhad (1998). A Short History Of The Ismailis: Traditions of a Muslim Community. Edinburgh, UK: Edinburgh University Press. ISBN 0-7486-0904-0. ص۱۰۶و ۱۰۷.